# Jugador Mundial de la FIFA 2001

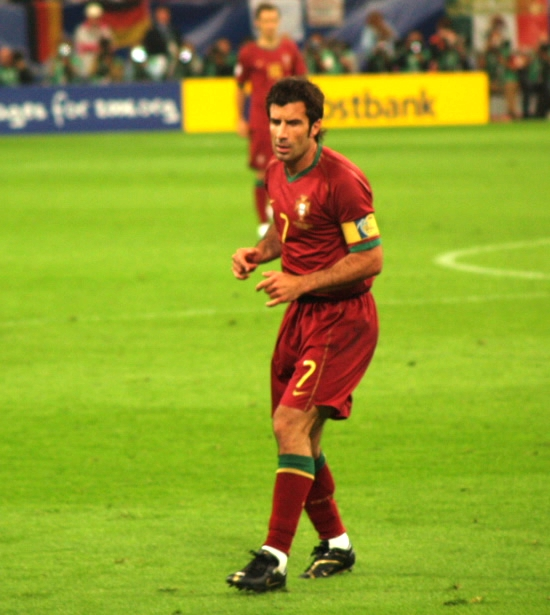
Figo jugando en la selección portuguesa

La decimoprimera entrega de este premio tuvo como ganador al portugués Luís Figo (Real Madrid), quedando el inglés David Beckham (Manchester United) en segundo lugar y el español Raúl (Real Madrid) en tercer lugar.

## Posiciones finales
| Puesto | Jugador              | Equipo                            | Votos | Votos | Votos | Votos | Puntos |
| Puesto | Jugador              | Equipo                            | 1º    | 2º    | 3º    | Total | Puntos |
| ------ | -------------------- | --------------------------------- | ----- | ----- | ----- | ----- | ------ |
| 1º     | Luís Figo            | Real Madrid                       | 27    | 35    | 10    | 72    | 250    |
| 2º     | David Beckham        | Manchester United                 | 30    | 23    | 19    | 72    | 238    |
| 3º     | Raúl                 | Real Madrid                       | 10    | 12    | 10    | 32    | 96     |
| 4º     | Zinedine Zidane      | Juventus / Real Madrid            | 12    | 9     | 7     | 28    | 94     |
| 5º     | Rivaldo              | FC Barcelona                      | 11    | 7     | 16    | 34    | 92     |
| 6º     | Juan Sebastián Verón | Lazio / Manchester United         | 9     | 6     | 8     | 23    | 71     |
| 7º     | Oliver Kahn          | Bayern Munich                     | 8     | 5     | 10    | 23    | 65     |
| 8º     | Michael Owen         | Liverpool                         | 4     | 11    | 8     | 23    | 61     |
| 9º     | Andriy Shevchenko    | AC Milan                          | 6     | 4     | 4     | 14    | 46     |
| 10º    | Francesco Totti      | AS Roma                           | 5     | 4     | 3     | 12    | 40     |
| 11º    | Thierry Henry        | Arsenal                           |       | 3     | 6     | 9     | 15     |
| 12º    | Rui Costa            | Fiorentina / AC Milan             | 2     | 1     | 1     | 4     | 14     |
| 13º    | Patrick Vieira       | Arsenal                           | 2     | 1     |       | 3     | 13     |
| 14º    | / Henrik Larsson     | Celtic Glasgow                    | 1     | 1     | 1     | 3     | 9      |
| 15º    | Gabriel Batistuta    | AS Roma                           |       | 2     | 2     | 4     | 8      |
|        | Roberto Carlos       | Real Madrid                       | 1     | 1     |       | 2     | 8      |
| 17º    | Stefan Effenberg     | Bayern Munich                     | 1     |       |       | 1     | 5      |
|        | Alen Bokšić          | Middlesbrough                     | 1     |       |       | 1     | 5      |
| 19º    | Hernán Crespo        | Lazio                             |       | 1     | 1     | 2     | 4      |
|        | Alessandro Del Piero | Juventus                          |       |       | 4     | 4     | 4      |
|        | Ruud van Nistelrooy  | PSV Eindhoven / Manchester United |       | 1     | 1     | 2     | 4      |
| 22º    | Iván Córdoba         | Inter de Milán                    |       | 1     |       | 1     | 3      |
|        | Gaizka Mendieta      | Valencia Club de Fútbol / Lazio   |       | 1     |       | 1     | 3      |
|        | Alessandro Nesta     | Lazio                             |       | 1     |       | 1     | 3      |
|        | Ebbe Sand            | FC Schalke 04                     |       | 1     |       | 1     | 3      |
|        | Javier Saviola       | River Plate / FC Barcelona        |       |       | 3     | 3     | 3      |
| 27º    | Giovane Élber        | Bayern Munich                     |       |       | 2     | 2     | 2      |
|        | Hidetoshi Nakata     | AS Roma / Parma                   |       |       | 2     | 2     | 2      |
| 29º    | Steven Gerrard       | Liverpool                         |       |       | 1     | 1     | 1      |
|        | Luis Enrique         | FC Barcelona                      |       |       | 1     | 1     | 1      |
|        | Jon Dahl Tomasson    | Feyenoord                         |       |       | 1     | 1     | 1      |
|        | Ali Daei             | Hertha Berlín                     |       |       | 1     | 1     | 1      |
|        | Sibusiso Zuma        | Copenhague                        |       |       | 1     | 1     | 1      |
|        | Roy Keane            | Manchester United                 |       |       | 1     | 1     | 1      |
|        | Cuauhtémoc Blanco    | Valladolid                        |       |       | 1     | 1     | 1      |
|        | Carlos Pavón         | Morelia / Udinese                 |       |       | 1     | 1     | 1      |
|        | Diego Simeone        | Lazio                             |       |       | 1     | 1     | 1      |
|        | / Emmanuel Olisadebe | Polonia Varsovia / Panathinaikos  |       |       | 1     | 1     | 1      |